# Benediktinska opatija v Pannonhalmi
Benediktinska opatija Pannonhalma (latinsko Archiabbatia ali Abbatia Territorialis Sancti Martini in Monte Pannoniae, madžarsko Pannonhalmi Bencés Főapátság) je srednjeveški samostan v Pannonhalmi v severozahodni Madžarski in eden od najstarejših zgodovinskih spomenikov na Madžarskem. Ustanovljena je bila leta 996. Stoji na vrhu 282 m visokega  Griča svetega Martina (madžarsko Márton-hegy), katerega ime izvira iz izročila, da je bil tukaj rojen sv. Martin Tourski. Opatija se je zato občasno imenovala tudi Márton-hegyi Apátság. Opatija je za Monte Cassinom druga največja opatija na svetu. 
K opatiji spada bazilika s kripto iz 13. stoletja, samostan, izjemna knjižnica z več kot 360.000 knjigami, baročna samostanska obednica in samostanska zbirka, druga največja v državi. K opatiji spada tudi benediktinska deška gimnazija.
V samostanu živi približno petdeset menihov. 

## Zgodovina
Opatijo je kot prvi benediktinski samostan na Madžarskem ustanovil ogrski veliki knez Géza. Samostan je kmalu postal središče benediktinskega reda. Zgrajen je bil v čast sv. Martina Tourskega. Gézov sin, kralj Štefan I., je samostanu daroval obsežne zemljiške posesti in privilegije. Prvi opat je bil Astrik (Anastazij).
V samostanski knjižnici se hrani ustanovna listina benediktinskega samostana Tihany iz leta 1055, ki je najstarejši ohranjeni dokument, pisan v madžarskem jeziku. V samostanu je leta 1096  teden dni bival vojvoda Godfrej Bouillonski, vodja ene od treh armad križarjev s prvega križarskega pohoda, in se s kraljem Kolomanom pogajal za miren prehod njegove vojske preko ogrskega ozemlja.
Prve samostanske zgradbe so bile leta 1137 uničene in nato obnovljene. Stebri bazilike in zgodnjegotski oboki so bili zgrajeni v zgodnjem  13. stoletju na zidovih nekdanje cerkve. Opatija v gotskem slogu je bila zgrajena leta 1486 med vladavino kralja Matije Korvina.   
Samostan je leta 1541 postal nadopatija in bil zaradi turških vpadov v 16. in 17. stoletju utrjen. Med stopetdesetletno turško okupacijo so menihi samostan zapuščali za krajša ali daljša časovna obdobja. Poškodovane zgradbe so lahko začeli obnavljati šele po odhodu Turkov. Mogočne baročne zgradbe so se začele graditi med opatovanjem Benedeka Sajghója. 
V 17. in 18. stoletju se je kompleks razširil in dobil bogato baročno okrasje. Večina fasad je ravno iz tega obdobja. Sedanja podoba zgradb je iz leta 1832, ko sta bila sezidana tudi knjižnica in stolp v klasicističnem slogu. Na življenje samostanov v 18. stoletju je zelo vplivalo razsvetljenstvo. Država in monarhi so začeli presojati delovanje skupnosti po njihovi uporabnosti in tolerirali samo tiste, ki so se ukvarjale z  bolniško nego ali izobraževanjem. V 1860. letih je Ferenc Storno organiziral večje prenove opatije, predvsem bazilike.
Po letu 1945 je Madžarska postala socialistična država, v 1950. pa je premoženje cerkvenih redov in šol, ki so jih vodili benediktinci, zasegla država. Vrnila ga je šele po razpadu socializma. Leta 1995, leto pred tisočo obletnico ustanovitve, so kompleks v celoti obnovili. Na tisočletnico ustanovitve je bila opatija uvrščena na Unescov seznam svetovne kulturne dediščine.

## Samostanski kompleks
Največje znamenitosti opatije so:
- Gotska bazilika s kripto iz 13. stoletja, katero je leta 1472 razširil Matija Korvin in ji dodal nov obokan strop, vzhodni ladji in kapelo sv. Benedikta.
- Porta Speciosa (glavni vhod) in  križni hodnik v renesančnem slogu, zgrajena leta 1486.
- Knjižnica z več kot 360.000 volumni, zgrajena v 19. stoletju. Osrednji prostor je ovalne oblike, njegov strop pa je poslikan z alegorijami srednjeveških znanosti: pravo, teologija, medicina in umetnost.
- Arhiv je redka in bogata zbirka dokumentov iz prvih stoletij madžarske državnosti. Najdragocenejša dokumenta sta Ustanovna listina opatije Pannonhalma kralja Štefana I. iz leta 1002,  in Ustanovna listina opatije Tihany iz leta 1055, v kateri so zapisane prve besede in fraze v madžarskem jeziku.
- Refektorij (jedilnica), ki je bil v drugi polovici 1720. let poslikan z iluzionističnimi slikami.
- Umetniška zbirka, ki je druga največja na Madžarskem.
- Neoklasicistički Milenijski spomenik (1896) je eden od sedmih spomenikov, postavljenih ob tisočletnici prihoda Madžarov v Panonsko nižino. Prvotno je bil 26 m  visok stolp z dvojno kupolo in kolosalnim medeninastim reliefom krone sv. Štefana. Zunanji del je bil zaradi dotrajenosti v 1930. letih odstranjen. Zdaj ima obliko prostora s plitvo kupolo, ki je bila prvotno notranja kupola.
- Kapela iz leta 1714 ima tri baročne oltarje in majhne orgle. Namenjena je bila okoliškemu prebivalstvu. Pod kapelo je kripta opatijskih menihov.
- Botanični vrt je bil ustanovljen leta 1830  s posaditvijo 80 vrst dreves in grmov iz okolice opatije. Danes je v njem več kot štiristo vrst dreves in grmov, med katerimi so številni madžarski endemiti.

## Galerija
- Ustanovna listina iz leta 1002
- Baročni samostan
- Zvonik samostanske cerkve
- Glavni oltar samostanske cerkve
- Porta Speciosa
- Glavno okno bazilike s podobo sv. Martina pred obnovo leta 2012
- Knjižnica